# فیلم کنسرتی
فیلم کنسرتی (به انگلیسی: concert film، به فرانسوی: film de concert) فیلمی است که اجرای زنده از یک اثر موسیقایی را از منظر یک کنسرت نمایش می‌دهد، و موضوعش اجرای زنده یا کنسرتی است که توسط یک موسیقی‌دان یا یک استندآپ کمدین به نمایش درمی‌آید. و طرفداران فراوانی در کشورهای مختلف جهان دارد.

## تاریخچهٔ اولیه
نخستین فیلم کنسرتیِ شناخته‌شده، کنسرت سِحر و جادو محصول ۱۹۴۸ است. این کنسرت به همراهی ویولونیست شهیر، یِهودی مِنوهین (۱۹۱۶–۱۹۹۹) در استودیوی چارلی چاپلین در سال ۱۹۴۷ ضبط شد. او با هنرمندان مختلف، آثار کلاسیک و رمانتیک آهنگسازان معروف مانند بتهوون، وینیافسکی، باخ، پاگانینی، و دیگران را می‌نواخت.
اولین فیلم کنسرتیِ جاز شناخته‌شده، فیلمی به نام جاز در یک روز تابستانی (۱۹۶۰) است. این فیلم در طول پنجمین جشنوارهٔ سالانهٔ جاز نیوپورت، ولز ضبط شد.
نخستین فیلم کنسرتیِ شناخته‌شده در سبک راک، نمایش تامی بود که بیچ بویز، جیمز براون، ماروین گی، و رولینگ استونز از جمله بازیگران آن بودند.

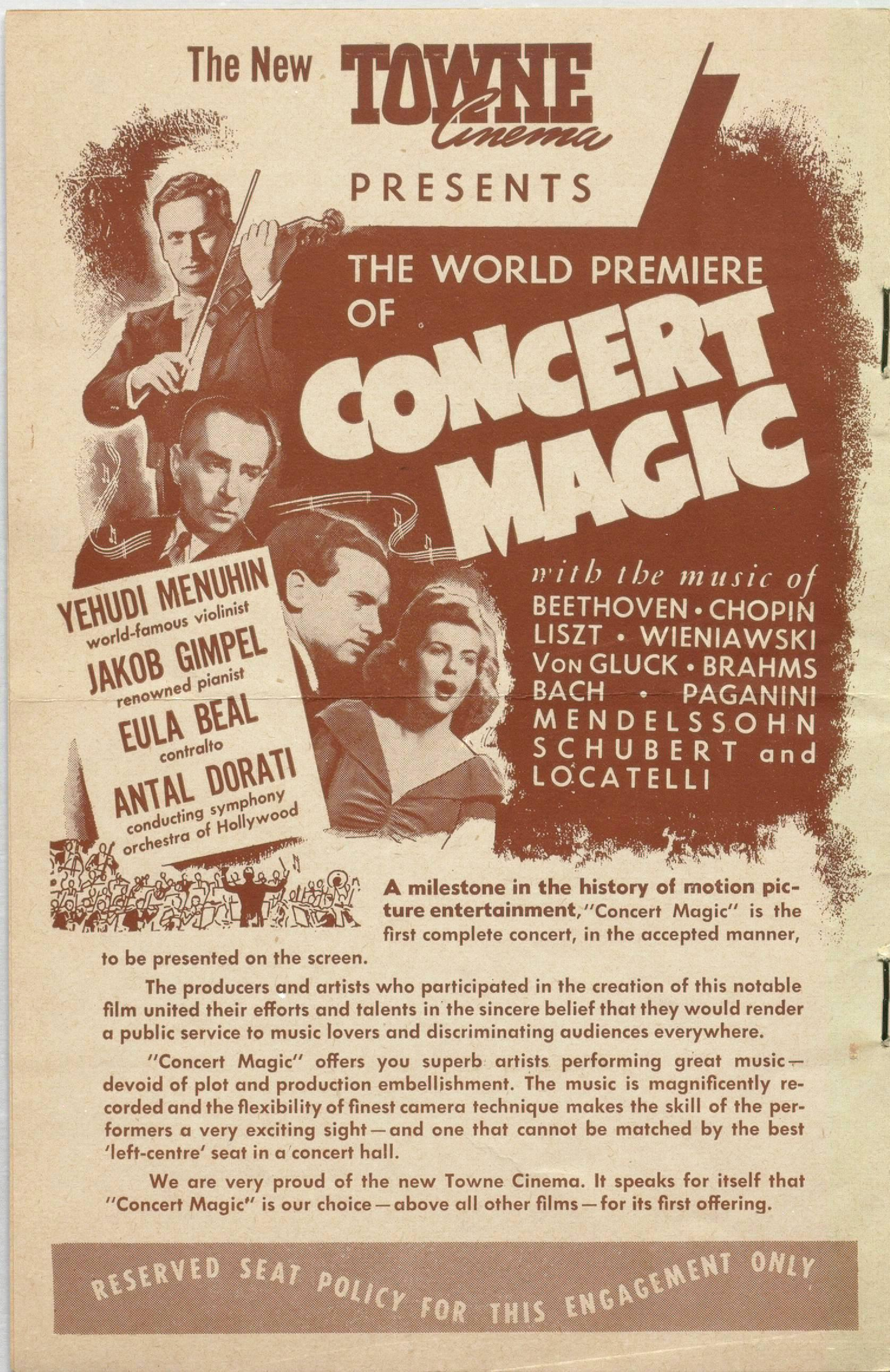
پوستر کنسرت سِحر و جادو در سال ۱۹۴۸ در سینمای «تاون» در تورنتو، کانادا

یکی از مشهورترین و محبوب‌ترین فیلم‌های کنسرتی، پینک فلوید: زنده در پمپئی (۱۹۷۱)، به کارگردانی آدریان مِیبن است، که در آن، پینک فلوید مجموعهٔ کوتاهی از آهنگ‌ها را در داخل آمفی‌تئاتر پمپئی بدون بیننده اجرا می‌کند (صرف‌نظر از خدمهٔ ضبط). هرچند که این فیلم کنسرتی در سال ۱۹۷۱ فیلمبرداری شده است، همچنان یکی از مهم‌ترین فیلم‌های کنسرتی‌ای است که تاکنون ساخته شده است.

## راکیومنتاری (اسطوره‌ای)
راکیومنتاری (آمیزه‌ای از «راک» و «داکیومنتاری») اصطلاحی است که نخستین بار توسط بیل درِیک در سال ۱۹۶۹ از تاریخ پخش رادیو راک اند رول استفاده شده است و یک مجموعه «راک» و «مستند» است. این اصطلاح پس از آن برای توصیف فیلم‌های کنسرتی‌ای که شامل هنرمندان متعدد می‌شد، به کار رفت. در سال ۱۹۷۶، این اصطلاح توسط تهیه‌کنندگان اجرای زنده‌ی بیتلمانیا استفاده شد، که مستندسازی زندگی تکاملیِ بیتلز بود. در سال ۱۹۸۴ فیلم مستندنمای این اسپینال تپ است در سبک راکیومنتاری ساخته شد.